# Кмита, Добеслав
Добеслав Кмита из Собеня и Виснича (пол. Dobiesław Kmita z Sobienia i Wiśnicza; ум. август 1478) — государственный деятель Королевства Польского, первый люблинский воевода (1474—1478), сандомирский воевода (1478), каштелян бецкий (1458—1459), каштелян войницкий (1460—1463), каштелян люблинский (1464—1474), староста Кшепице.

## Биография
Представитель польского дворянского рода Кмита герба «Шренява». Младший сын Николая Кмиты, каштеляна пшемысльского (ум. после 1447), и его второй жены Маргариты Курозвенцкой (ок. 1400—1435), дочери каштеляна краковского Николая Бялухи из Курозвенок и Михалува. Через мать он был связан с одним из высших светских сановников Польши того времени, каштеляном Кракова Николаем Бялухой из Михалова и Курозвенок. Внук воеводы сандомирского и краковского Петра Кмиты (1348—1409).
Наследник Вишнича и Деново (сейчас — Дынув), каштелян Беча с 1458 года, Войнича с 1460 года, Люблина с 1464 года, был также старостой Кшепице. В 1474 году он стал первым воеводой вновь созданного Люблинского воеводства и оставался им до 1478 года, когда стал воеводой сандомирским. Вскоре после этого он умер бездетным (помимо даты 1478 года, годом его смерти известна также дата 1479 года).
Печать Добеслава Кмиты была поставлена на документе Второго Торунского мира от 19 октября 1466 года.
В конце августа 1478 года Добеслав Кмита скончался, оставив большое наследство своим племянникам, Петру, Станиславу и Анджею Кмитам из Собеня, а также Барбаре из Дубецко.